# ФК «Спартак» Москва в сезоне 1943
Сезон 1943 года стал для ФК «Спартак» Москва 22-м в своей истории. В нём команда приняла участие в чемпионате и кубке Москвы. Чемпионат «Спартак» закончил на третьем месте, а в кубке на стадии 1/8 финала.

## Команда

### Основной состав
| ?             | Анатолий Акимов     | Флаг СССР | 24 марта 1915   | Торпедо (Москва)             |
| ?             | Александр Квасников | Флаг СССР | 6 декабря 1912  | Динамо (Минск)               |
| ?             | Алексей Леонтьев    | Флаг СССР | 18 марта 1918   | Крылья Советов (Москва)      |
| Защитники     |                     |           |                 |                              |
| ?             | Анатолий Сеглин     | Флаг СССР | 18 августа 1922 | Спартак-клубная (Москва)     |
| ?             | Борис Соколов       | Флаг СССР | 4 января 1921   | Юн. команда Спартак (Москва) |
| ?             | Василий Соколов     | Флаг СССР | 30 января 1912  | Крылья Советов (Москва)      |
| ?             | Виктор Соколов      | Флаг СССР | 21 марта 1911   | Зенит (Москва)               |
| ?             | Серафим Холодков    | Флаг СССР | 15 января 1920  | Н-ский з-д Молотов (Москва)  |
| Полузащитники |                     |           |                 |                              |
| ?             | Николай Гуляев      | Флаг СССР | 18 февраля 1915 | Зенит (Москва)               |
| ?             | Константин Малинин  | Флаг СССР | 26 декабря 1916 | ЦДКА (Москва)                |
| ?             | Александр Оботов    | Флаг СССР | 2 сентября 1921 | Н-ский з-д Молотов           |
| ?             | Олег Тимаков        | Флаг СССР | 26 июля 1920    | Спартак (Одесса)             |
| Нападающие    |                     |           |                 |                              |
| ?             | Георгий Глазков     | Флаг СССР | 18 ноября 1911  | Зенит (Москва)               |
| ?             | Владимир Дёмин      | Флаг СССР | 10 марта 1921   | Н-ская часть (Москва)        |
| ?             | Николай Климов      | Флаг СССР | 1 января 1922   | Крылья Советов (Москва)      |
| ?             | Николай Морозов     | Флаг СССР | 26 апреля 1913  | Буревестник (Москва)         |
| ?             | Виктор Семёнов      | Флаг СССР | 29 января 1915  | Торпедо (Москва)             |
| ?             | Борис Смыслов       | Флаг СССР | 25 декабря 1917 | Стахановец (Сталино)         |

| Владимир Горохов  | Флаг СССР | 13 мая 1910 | Главный тренер |
| Пётр Исаков       | Флаг СССР | 1900        | Тренер         |
| Владимир Бессонов | Флаг СССР | 1893        | Массажист      |

## Чемпионат Москвы 1943

### Результаты матчей
| 30 мая 1943 1 тур | Динамо-1 (Москва) | 3:0 | Спартак (Москва) |  |

| 6 июня 1943 2 тур | Спартак (Москва) | 3:2 | Крылья Советов (Москва) |  |

| 13 июня 1943 3 тур | Зенит (Москва) | 2:0 | Спартак (Москва) |  |

| 20 июня 1943 4 тур | Спартак (Москва) | 4:3 | Динамо-2 (Москва) |  |

| 27 июня 1943 5 тур | ЦДКА (Москва) | 2:3 | Спартак (Москва) |  |

| 4 июля 1943 6 тур | Спартак (Москва) | 4:0 | Локомотив (Москва) |  |

| 11 июля 1943 7 тур | Торпедо (Москва) | 0:0 | Спартак (Москва) |  |

| 22 августа 1943 8 тур | Спартак (Москва) | 0:2 | Динамо-1 (Москва) |  |

| 29 августа 1943 9 тур | Крылья Советов (Москва) | 2:5 | Спартак (Москва) |  |

| 2 сентября 1943 10 тур | Спартак (Москва) | 2:1 | Зенит (Москва) |  |

| 12 сентября 1943 11 тур | Спартак (Москва) | 1:2 | ЦДКА (Москва) |  |

| 18 сентября 1943 12 тур | Спартак (Москва) | 0:5 | Торпедо (Москва) |  |

| 22 сентября 1943 13 тур | Локомотив (Москва) | 1:2 | Спартак (Москва) |  |

| 26 сентября 1943 14 тур | Динамо-2 (Москва) | 2:1 | Спартак (Москва) |  |

* Нумерация туров, из-за переносов матчей, может отличаться от действительной.

### Итоговая таблица
| М | Клуб                    | И  | В  | Н | П  | М     | О  |
| - | ----------------------- | -- | -- | - | -- | ----- | -- |
| 1 | ЦДКА (Москва)           | 14 | 10 | 3 | 1  | 37-10 | 23 |
| 2 | Динамо-1 (Москва)       | 14 | 9  | 2 | 3  | 32-18 | 20 |
| 3 | Спартак (Москва)        | 14 | 7  | 1 | 6  | 25-27 | 15 |
| 4 | Торпедо (Москва)        | 14 | 5  | 4 | 5  | 22-13 | 14 |
| 5 | Динамо-2 (Москва)       | 14 | 6  | 2 | 6  | 28-31 | 14 |
| 6 | Зенит (Москва)          | 14 | 5  | 3 | 6  | 22-22 | 13 |
| 7 | Крылья Советов (Москва) | 14 | 4  | 2 | 8  | 19-32 | 10 |
| 8 | Локомотив (Москва)      | 14 | 1  | 1 | 12 | 17-49 | 3  |

## Кубок Москвы 1943

### Результаты матчей
| 25 июля 1943 1/8 финала | Спартак (Москва) | 1:2 | В/ч т.Василькевича |  |

## Первенство Москвы среди клубов (весна)

### Результаты матчей
| 16 мая 1943 | Локомотив (Москва) | п:в | Спартак (Москва) |  |

| 23 мая 1943 | Спартак (Москва) | 7:0 | Локомотив (Москва) |  |

| 30 мая 1943 | Спартак (Москва) | 2:1 | Крылья Советов (Москва) |  |

- Результаты других матчей Спартака неизвестны.

### Итоговая таблица (клубный зачёт)
- Победитель — Спартак (Москва)

### Итоговая таблица (команды — I)
- Из-за отсутствия информации о всех матчах турнира составление итоговой таблицы невозможно.

### Итоговая таблица (команды — II)
- Из-за отсутствия информации о всех матчах турнира составление итоговой таблицы невозможно.

### Итоговая таблица (команды — юношеские)
- Из-за отсутствия информации о всех матчах турнира составление итоговой таблицы невозможно.

### Итоговая таблица (команды — детские)
- Из-за отсутствия информации о всех матчах турнира составление итоговой таблицы невозможно.

## Первенство Москвы среди клубов (осень)

### Результаты матчей
- Результаты матчей Спартака неизвестны.

### Итоговая таблица (клубный зачёт)
| М | Клуб                      |
| - | ------------------------- |
| 1 | Динамо (Москва)           |
| 2 | Спартак (Москва)          |
| 3 | Трудовые резервы (Москва) |
| 4 | …                         |

### Итоговая таблица (команды — I)
- Победитель — Динамо (Москва)

### Итоговая таблица (команды — II)
- Победитель — Трудовые резервы (Москва)

### Итоговая таблица (команды — юношеские)
- Победитель — Крылья Советов (Москва)

### Итоговая таблица (команды — детские)
- Победитель — Спартак (Москва)

## Матч «На руинах Сталинграда»
Основная статья: Матч «На руинах Сталинграда»
Товарищеская встреча, состоявшаяся 2 мая 1943 года в освобождённом Сталинграде между футбольной командой «Спартак» (Москва) и сборной местных игроков в составе «Динамо» (Сталинград). Сталинградская команда выиграла со счётом 1:0.

### Стадион
Наименее пострадавший в ходе Сталинградской битвы стадион располагался в Бекетовке, южной окраине города. Ко дню проведения матча этот заводской стадион «Азот» был приведён в порядок, оборудовано около 3000 временных мест. Игра вызвала огромный интерес, на матче присутствовало, по оценкам очевидцев, не менее 9—10 тысяч зрителей.

### Результат матча
| 2 мая 1943 | Динамо (Сталинград)   | 1:0 | Спартак (Москва) | Сталинград                       |
| | Александр Моисеев 39′ |     |                  | Стадион: «Азот» Зрителей: 10 000 |
| Динамо (Сталинград) : Василий Ермасов (вр), Константин Беликов (к), Леонид Шеремет, Александр Моисеев, Александр Колосов, Владимир Зуев, Иван Фролов, Фёдор Гусев, Георгий Шляпин, Сергей Плонский, Савва Пеликьян, Л. Назарчук, И. Иванов. Спартак (Москва): Анатолий Акимов (вр), Александр Леонтьев (вр), Георгий Глазков, Константин Малинин, Николай Морозов, Александр Оботов, Анатолий Сеглин, Борис Смыслов, Борис Соколов, Василий Соколов, Виктор Соколов, Владимир Степанов, Олег Тимаков, Серафим Холодков, Владимир Щагин. |                       |     |                  |                                  |

### Значение игры
Факт проведения игры в разрушенном войной Сталинграде имел международный резонанс и упоминается в истории мирового футбола. Большое историческое и социальное значение матча признаётся футбольными хронистами со стороны «Спартака», «Ротора» (современное название «Трактора»), футбольными и волгоградскими властями. В Волгограде неоднократно проводились мемориальные матчи и турниры, посвящённые матчу «На руинах Сталинграда». Последняя такая встреча с участием футбольных ветеранов московского «Спартака» и Волгограда состоялась 30 апреля 2008 года на стадионе «Олимпия».

## Товарищеские матчи

### Основной состав
| до 29 апреля 1943 | Спартак (Москва) | н:н | Торпедо (Москва) |  |

| 16 мая 1943 | Торпедо (Москва) | 4:0 | Спартак (Москва) |  |

| 17 июля 1943 | Крылья Советов (Казань) | –:– | Спартак (Москва) |  |

| 18 июля 1943 | Динамо (Казань) | 0:1 | Спартак (Москва) |  |

| 5 сентября 1943 | Сб. Горького | 2:1 | Спартак (Москва) |  |

| 3 октября 1943 | Динамо (Москва) | 2:0 | Спартак (Москва) |  |

| 23 октября 1943 | Спартак (Ташкент) | 1:4 | Спартак (Москва) |  |

| 24 октября 1943 | Сб. ташкентского гарнизона | 0:3 | Спартак (Москва) |  |

| Октябрь-ноябрь 1943 | Сб. Самарканда | 0:6 | Спартак (Москва) |  |

| Октябрь-ноябрь 1943 | Сб. военного училища (Самарканд) | 0:9 | Спартак (Москва) |  |

| Октябрь-ноябрь 1943 | Сб. Андижана | 0:8 | Спартак (Москва) |  |

| 31 октября 1943 | Динамо (Ташкент) | –:– | Спартак (Москва) |  |

| 11 ноября 1943 | Динамо (Ташкент) | 1:7 | Спартак (Москва) |  |